# Grb Bjelovarsko-bilogorske županije
Grb Bjelovarsko-bilogorske županije u sadašnjem obliku usvojen je 12. prosinca 1995., a radi se o povijesnom grbu Bjelovarske županije. Sastoji se od pravilnog štita koji je vodoravno podijeljen na dva dijela. Gornji dio štita je podijeljen na dva ista polja. U prvom polju se na plavoj podlozi nalazi lik sv. Jurja na konju koji ubija zmaja. Lik sv. Jurja na konju je bijele boje s crvenim plastom dok je zmaj zelene boje. U drugom polju se na crvenoj podlozi nalazi bijeli Andrijin križ. Na donjoj polovici štita smješten je povijesni hrvatski grb. Izvornik grba Županije čuva se u Hrvatskom državnom arhivu, a ogledni primjerak na temelju kojeg se oblikuju grbovi za uporabu čuva se u Županiji.
Ovakav grb je dodijeljen 1872. godine Bjelovarskoj županiji, za vrijeme obnašanja dužnosti njezina drugog župana Ljudevita pl. Reisnera, kada županija dobiva svoj prvi grb. Idejno rješenje i crtež grba, kao i njegov oslik na zastavi, izradio je slikar Josip Hohnjec. Županijski grb zaštitnički natkriljuje Iustitia clementia koja zavezanih očiju u desnici drži mač, a u lijevoj ruci drži svitak, vjerojatno ispravu s "previšnjim rješenjem" Franje Josipa I. o utemeljenju županije.

## Vanjske poveznice
- Grb i zastava, Bjelovarsko-bilogorska županija
- The Fame - znanstveno proučavanje zastava i grbova